# Pandémie de Covid-19 en Ouganda
La pandémie de Covid-19 en Ouganda démarre officiellement le 20 mars 2020. À la date du 7 octobre 2022, le bilan est de 3 628 morts.

## Historique

### Contexte et préparation
La pandémie de maladie à coronavirus 2019 (Covid-19) est causée par une nouvelle souche de coronavirus, le SARS-CoV-2. Les personnes contaminées peuvent ressentir de la fièvre, avoir de la toux, et éprouver une gêne respiratoire pouvant évoluer, dans les cas les plus graves, en une détresse respiratoire aiguë mortelle. Ce virus émerge en novembre 2019 dans la ville de Wuhan, en Chine. Après avoir atteint d'autres pays d'Asie (Corée du Sud, Japon notamment), l'Iran puis l'Europe, la pandémie atteint le continent africain en février 2019, où un premier cas est enregistré en Égypte. Neuf autres pays sont touchés par la suite, la quasi-totalité des premiers cas étant des « cas d'importation ».
L'Organisation mondiale de la santé (OMS) exprime le 27 février, par la voix de son directeur général Tedros Adhanom Ghebreyesus, sa « plus grande préoccupation » envers l'Afrique, et notamment l'Afrique subsaharienne, soulignant la faiblesse des systèmes de santé de la plupart des pays de cette région.

### Début de l'épidémie
Le 20 mars, le premier cas de Covid-19 en Ouganda a été confirmé,. Il s'agit d'un homme de 36 ans qui s'était rendu à Dubaï, le 17 mars 2020, pour un voyage d'affaires. Il a été identifié lors son retour en Ouganda le 21 mars 2020, pendant le processus de contrôle à l'aéroport d'Entebbe et a alors été placé en quarantaine.
Huit autres cas ont été confirmés par le ministère de la Santé le 24 mars et tous étaient des cas survenus entre le 17 et le 20 mars à bord de vols éthiopiens et émiriens, certains à bord du même vol que le cas initial.
Le 28 mars, sept nouveaux cas sont confirmés par le ministère de la Santé ougandais.

## Mesures de prévention
Le 18 mars, le président Yoweri Museveni a interdit tous les voyages entrants et sortants vers certains pays particulièrement affectés pour une période de trente-deux jours.
Les écoles ont été fermées et les rassemblements publics interdits.
Le 30 mars, le président ougandais s'adresse à nouveau à la population ougandaise et annonce plusieurs mesures complémentaires destinées à réduire l'impact de l'épidémie de Covid-19. Les mesures les plus importantes sont :
- fermeture de l'intégralité des magasins et centres commerciaux à l'exception de ceux relevant d'activités essentielles telles que les marchés, supermarchés, banques, etc. ;
- instauration d'un couvre-feu de 19 h à 6 h 30 ;
- interdiction de se déplacer en utilisant son véhicule personnel.

Rues sans voitures à Kampala (15 avril 2020).
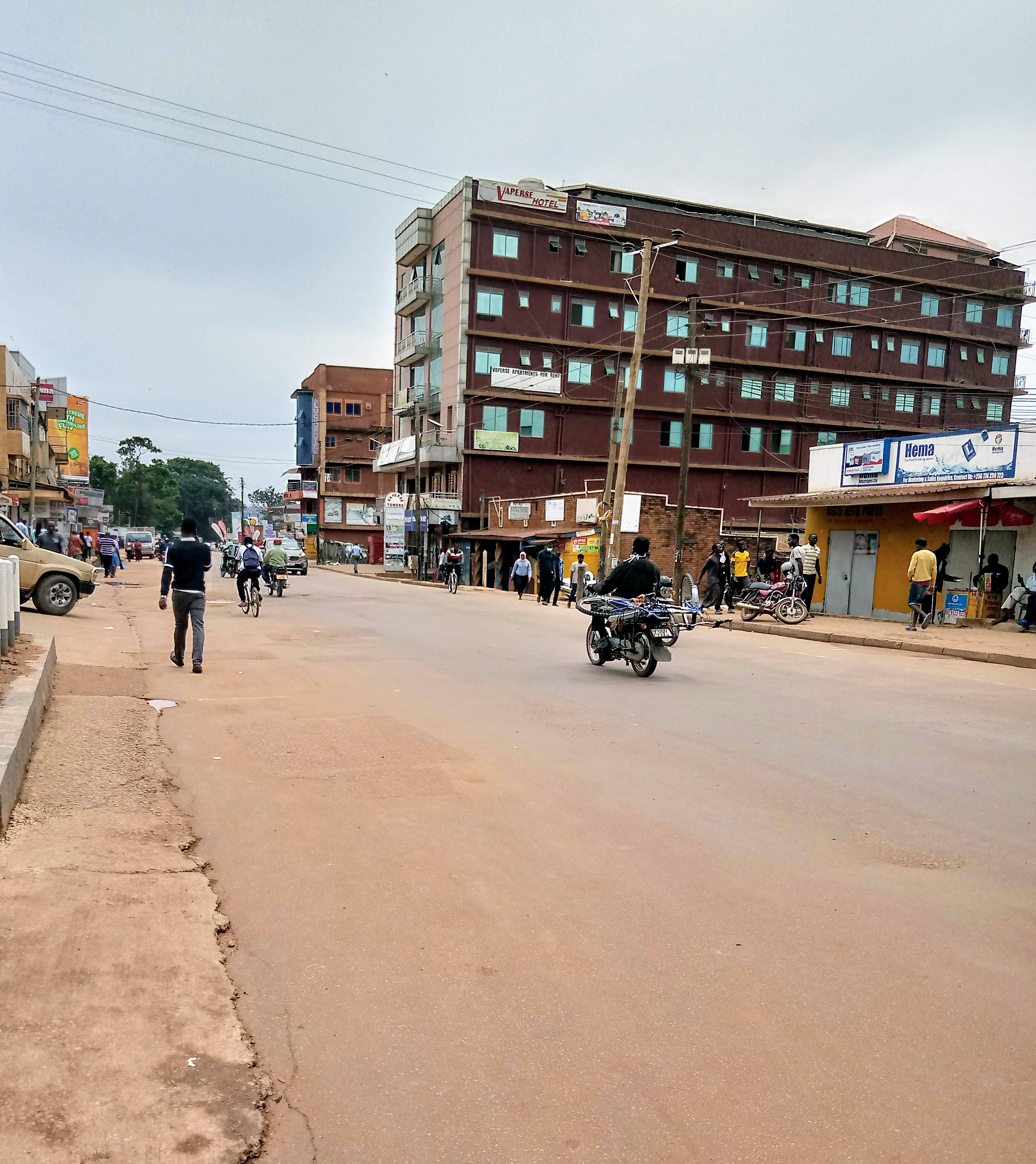
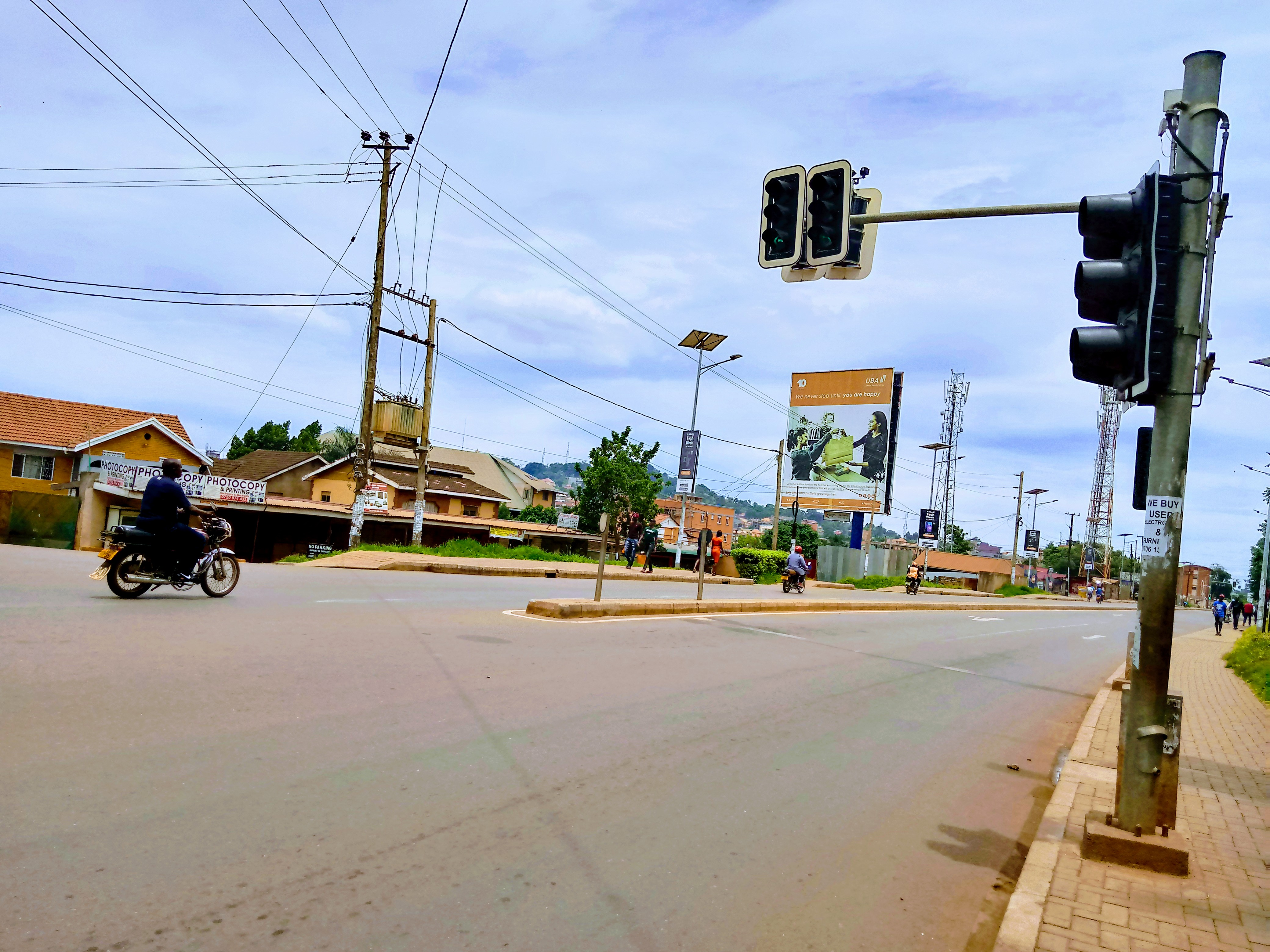
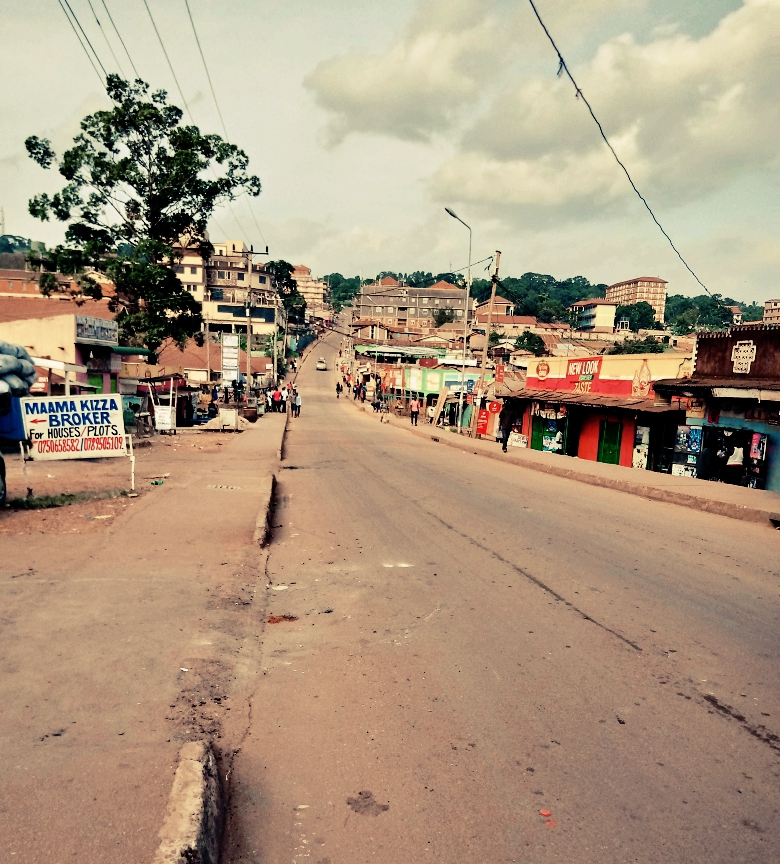
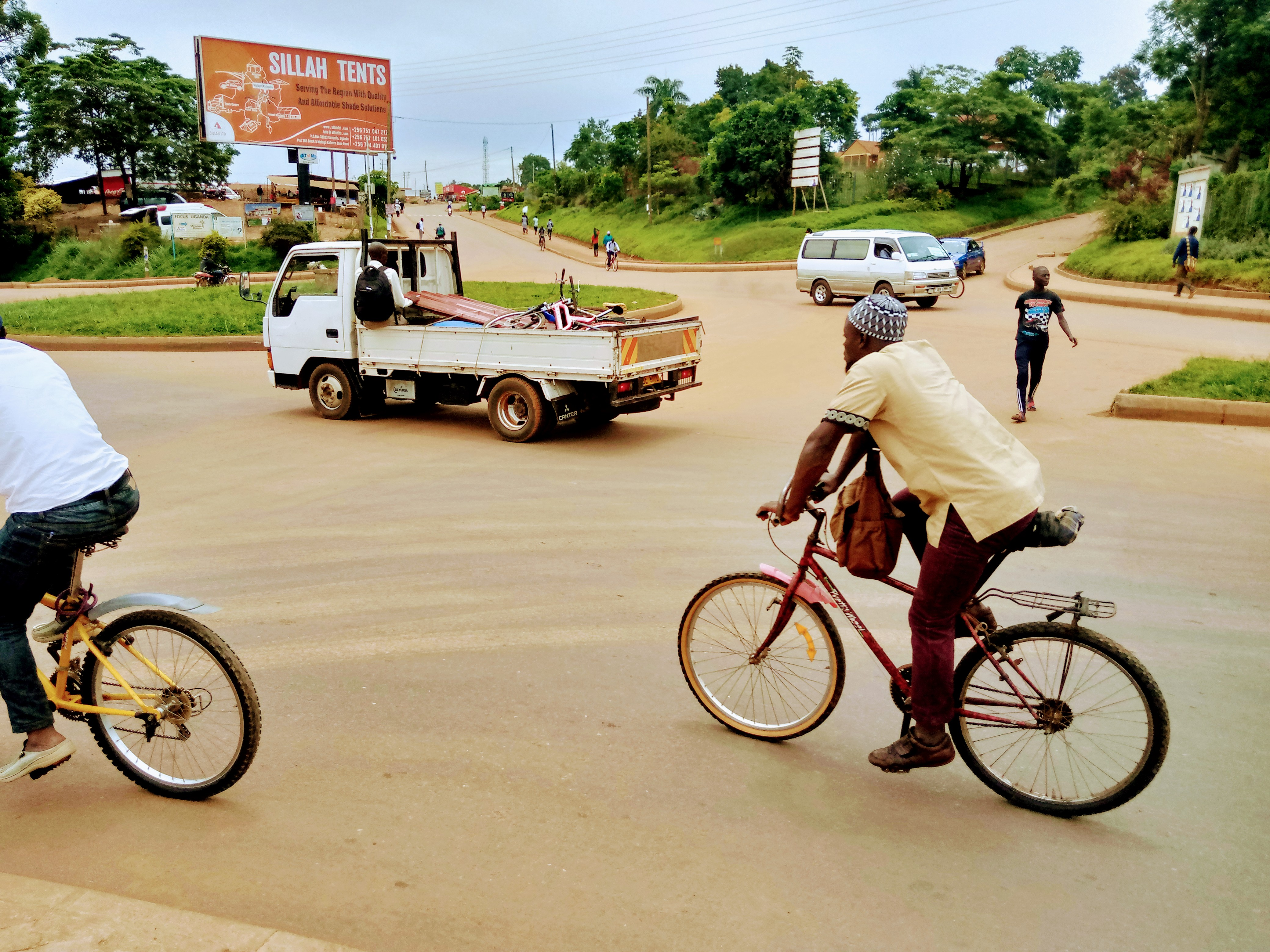
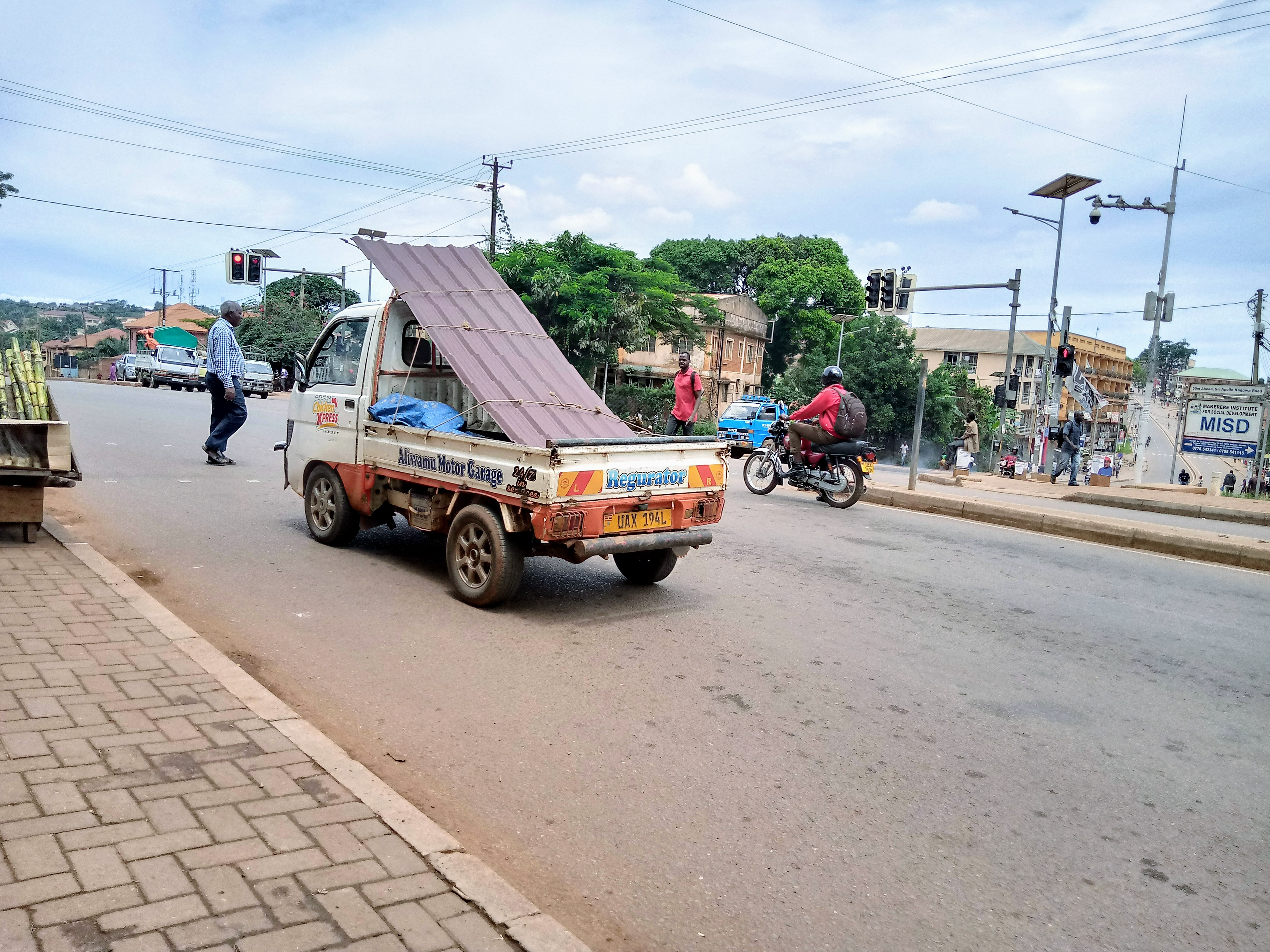

## Statistiques

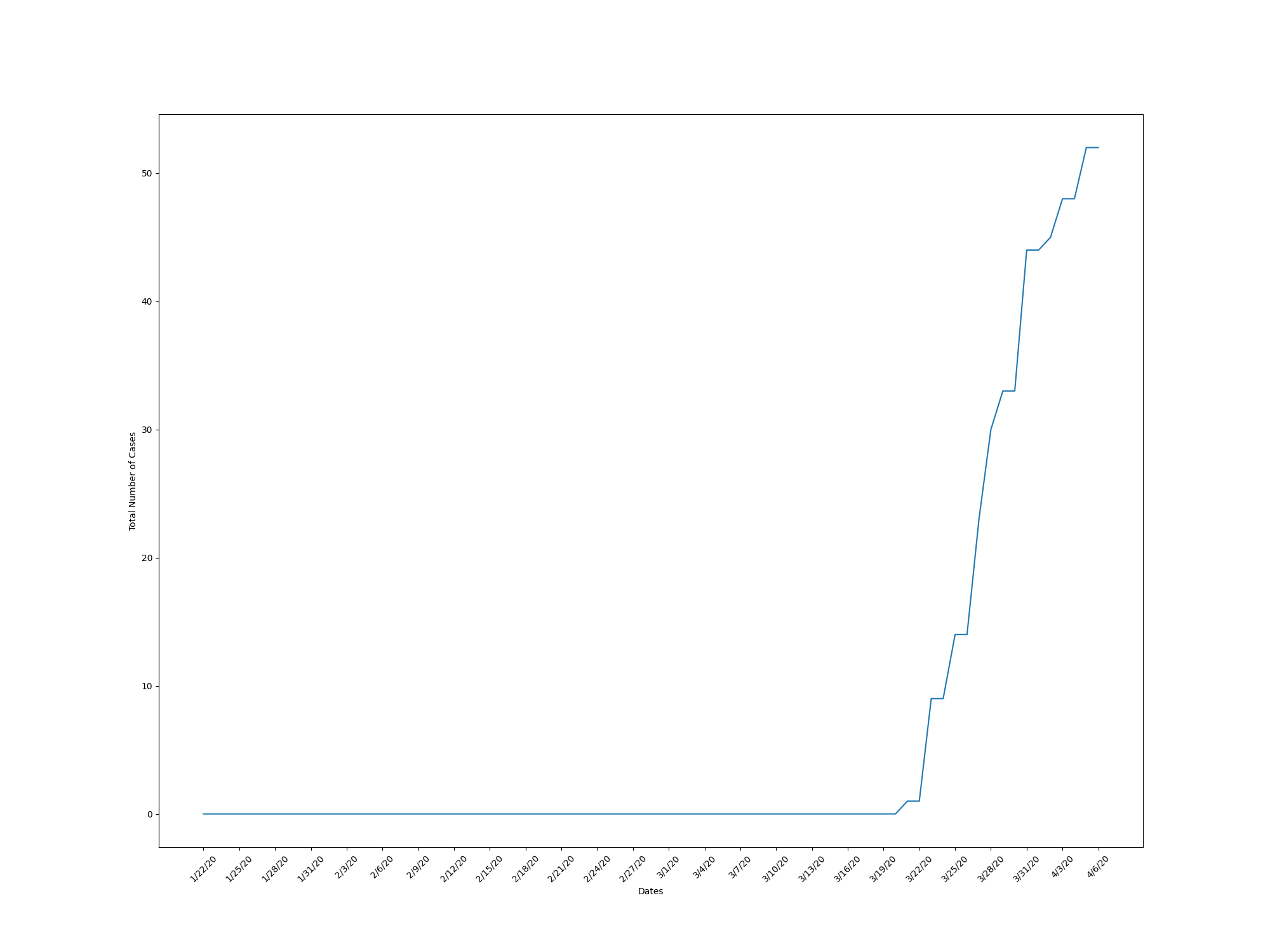
Nombre de cas en Ouganda depuis le début de l'épidémie.

Nombre de morts en Ouganda depuis le début de l'épidémie.